# Xylobium leontoglossum
Xylobium leontoglossum är en orkidéart som först beskrevs av Heinrich Gustav Reichenbach, och fick sitt nu gällande namn av George Bentham och Robert Allen Rolfe. Xylobium leontoglossum ingår i släktet Xylobium och familjen orkidéer. Inga underarter finns listade i Catalogue of Life.